# Prchavé okamžiky (román)
Prchavé okamžiky, v anglickém originále Fugitive Pieces, je románová prvotina kanadské spisovatelky Anne Michaels. Román byl poprvé vydán v Torontu v roce 1996. V roce 1997 získal cenu Orange Prize for Fiction. V češtině vyšel v roce 2000 v překladu Věry Chase.
Román posloužil také jako předloha stejnojmenného filmu režiséra Jeremyho Podeswy.

## Příběh
Malý polský židovský chlapec Jakob Beer je na počátku 2. světové války řeckým archeologem Athosem Roussosem zachráněn před německými okupanty. Athos jej odváží do rodného, rovněž Němci okupovaného Řecka a po skončení války do kanadského Toronta.

## Vydání

### V českém překladu
- Prchavé okamžiky, 2000, překlad Věra Chase, ISBN 80-207-1075-2